# Aeroportul Karel Sadsuitubun
Aeroportul Karel Sadsuitubun (IATA: LUV, ICAO: WAPF) este un aeroport din Pulau Kei Kecil⁠(d), Maluku Tenggara⁠(d), Maluku⁠(d), Indonezia.
Situat la o altitudine de 24 m, aeroportul dispune de o singură pistă.